# ヘイト・ロックンロール
ヘイト・ロックンロール (Hate Rock 'n' Roll)はイギリスのロックバンド、ジーザス&メリーチェインのシングルB面曲、未発表曲を収録したコンピレーション・アルバム。1995年9月26日発売

## 収録曲
特筆ない限りウィリアム・リード、ジム・リードによる作詞作曲
1. I Hate Rock 'n' Roll （ウィリアム・リード） - 3:43
2. Snakedriver - 3:42
3. Something I Can't Have - 3:01
4. Bleed Me （ジム・リード） - 3:37
5. 331⁄3 （ジム・リード） - 3:17
6. Lost Star （ウィリアム・リード） - 2:05
7. Penetration - 2:47
8. New York City （ウィリアム・リード） - 1:58
9. Taking It Away （ベン・ルーリー） - 2:11
10. I'm in With the Out Crowd （ジム・リード）
11. Little Stars （ウィリアム・リード） - 2:36
12. Teenage Lust (Desdemoana mix) - 3:32
13. Perfect Crime （ウィリアム・リード） - 1:34